# Stephanie Adams
Stephanie Adams (Orange, 24 de julho de 1970 – Manhattan, 18 de maio de 2018) foi uma atriz pornográfica, modelo e escritora norte-americana.

## Biografia
Stephanie Adams graduou-se na Universidade Fairleigh Dickinson e foi escolhida a estrela da Playboy em 1992, tornado-se playmate. Atuou em diversos filmes adultos na Playboy TV, como Deep Dreams, Send Me an Angel e Hot Meat. Ela também escreveu mais de 25 livros de autoajuda, administrou uma empresa de produtos de beleza on-line e administrou as finanças no escritório de seu ex-marido.
Ela publicou seu primeiro livro em 2003, e começou sua própria editora em 2007. Após a morte de sua tia, vítima de câncer de mama, em 2003, Adams dedicou mais a literatura. Naquele mesmo ano, ela publicou um livro dedicado à sua falecida tia intitulado He Only Takes The Best, seguido por outro livro, intitulado Guardian. Em 2004, publicou um romance intitulado Empress.
Adams teve inúmeros relacionamentos, entre eles, no início da década de 1990, namorou com o fundador da agência de modelos Elite Model, o empresário John Casablancas e com o ator Robert De Niro.
Outro destaque para Adams, era o seu ativismo pelos direitos dos gays. Ela apareceu como porta-voz LGBT na capa do Village Voice e foi eleita o Melhor Símbolo Sexual Lésbico (Best Lesbian Sex Symbol) na cidade de Nova York. Sendo, portanto, considerada uma defensora da comunidade LGBT.
Em 18 de maio de 2018 ela se jogou de um prédio, junto com seu filho de 7 anos, Vincent, saltando do 25º piso, vindo a falecer ela e o filho.  De acordo com policiais, Adams e seu marido estavam envolvidos em uma batalha de custódia.

## Filmografia
- Party Favors (1993)
- Hard to Handle (1991)
- The Book (1991)
- A Touch of Mink (1990)
- Deep Dreams (1990)
- Hot Meat (1990)
- Lonely and Blue (1990)
- Send Me an Angel (1990)
- The Pawnbroker (1990)

## Principais obras publicadas
- Empress (2004)
- Guardian (2003)
- He Only Takes The Best (2003)